# Meridian (Teksas)
Meridian – miasto w Stanach Zjednoczonych, w stanie Teksas, w hrabstwie Bosque. W 2000 roku liczyło 1 491 mieszkańców.